# Морис Але
Морис Феликс Шарл Але (на френски: Maurice Félix Charles Allais) е френски икономист, удостоен с Нобелова награда за икономика през 1988 г. „за неговите пионерски приноси към теорията на пазарите и ефикасното използване на ресурсите“.

## Биография
Роден е на 31 май 1911 година в Париж, Франция. Учи в гимназия „Лаканал“, а след това в „Луи льо Гран“. През 1933 завършва с отличие Екол политекник. От 1934 до 1936 учи във Висшето национално минно училище в Париж. На 26-годишна възраст Морис Але вече ръководи железопътната мрежа на пет департамента във Франция.
През 1943 г. е назначен на поста директор на Бюрото за минна статистика и документация в Париж. От 1946 до 1980 е директор по изследователската работа на Националния център за научни изследвания. През 1949 г. получава получава докторска степен от Парижкия университет. Преподава в Института по статистика към Университета в Париж, във Висшия институт по международни отношения в Женева, в Университета във Вирджиния. От 1970 г. ръководи центъра за парични анализи към Университета Париж-Х в Нантер.
До края на дните си Морис Але не прекъсва с научната си изследователска дейност в две приоритетни области – икономиката и физиката, за които е удостоен с множество отличия.
През 1988 г. получава Нобелова награда за икономика, с което става първият французин, печелил това отличие.
Умира на 9 октомври 2010 година в Нантер на 99-годишна възраст.

## Научна дейност
Неговите фундаментални изследвания са в областта на теорията на пазарите и оптималното използване на ресурсите. Те могат да бъдат намерени в двата му основни труда, озаглавени: „В търсенето на икономическа дисциплина“ и „Икономика и интерес“, които вдъхновяват поколения икономисти, сред които са Робърт Солоу (носител на Нобелова награда за 1987 г.) и Едмунд Фелпс (носител на Нобелова награда 2006 г.).
Основните му приноси в икономиката могат да бъдат групирани около теорията на общото равновесие и оптималното подпомагане на ресурсите, теорията на капитала и на растежа, теорията на валутата и циклите, теорията на възможностите за избор.
Морис Але е и бащата на така наречения парадокс на Але, който поставя под въпрос принципите на Бернули за математическото представяне на печалбата, въвеждайки психологията в теорията на рисковете и показвайки, че доближавайки се до сигурността всеки, който поема бизнес рискове, предпочита сигурността.
През целия си живот Але критикува решенията на политиците в данъчния сектор, които, според него, „наказват винаги най-способните“.